# РТС Свет
РТС Свет је српска телевизијска станица намењена српској дијаспори. Део је Радио-телевизије Србије. Основана је 14. маја 1991. преко сателитске телевизије.

## Историјат
РТС Свет је са емитовањем програма почео 14. маја 1991. године као РТС Сателит на сателиту Еутелсат1. Од 2018. канал се зове РТС Свет. Циљ оснивања оваквог програма био је учвршћивање веза са дијаспором. Током деведесетих година, Сателитски програм није имао могућности да се технички развија због санкција СР Југославији. После политичких промена 2000. године програмска шема овог канала се побољшава. Како је све више младих одлазило у дијаспору, програмска шема се прилагођава њима. Дана 1. јануара 2009. године обновљено је емитовање програма за Северну Америку и Аустралију.
Сателитски програм РТС-а данас има 24-часовни програм који је прилагођен временским зонама. Шема комбинује најбоље садржаје свих редакција Радио Телевизије Србије.
Програм за дијаспору посебно производи емисије које темама и садржајем одговарају потребама, жељама и захтевима вишемилионске српске дијаспоре.
Србија на вези, уз мање измене, на програму је већ 11 година. Постала је својеврсни заштитни знак редакције Програма за дијаспору. Сваког радног дана обраћа се Србима на свим меридијанима, извештава о активностима српске заједнице од Перуа до Аустралије.
Медијска мрежа српске дијаспоре омогућила је да се на сателитској фреквенцији РТС виде продукцијске куће из расејања.
За сва времена је изузетан документаристички и музички времеплов.
ТВ минијатуре и Наши сусрети годинама уназад обогаћују архиву РТС. 
Кроз све емисије Програма за дијаспору прошао је импозантан број личности које су својим делом и резултатима подигле углед Србије у свету.
XXI век и дигитализација донели су нове платформе дистрибуције програма. Осим кроз сателитско емитовање, РТС Свет је данас доступан и путем интернета, ИПТВ и кабловског система. Основне параметре за пријем програма РТС Свет на свим континентима можете пронаћи на подсајту дијаспоре на Интернет порталу РТС.

## Специјални преноси на РТС Свет у 2010. години
Спортски преноси:
- УЕФА Лига шампиона (заједно са РТС 1)
- Турнеја четири скакаонице (заједно са РТС 2)
- Премијер лига (сезона 2009/2010, права на пренос за сезону 2010/11 откупила је ТВ Спорт Клуб) (заједно са РТС 2)
- Отворено првенство Аустралије у тенису (заједно са РТС 2)
- Зимске олимпијске игре 2010. (заједно са РТС 2)
- Суперлига Србије у фудбалу (заједно са РТС 2)
- Ролан Гарос (заједно са РТС 2)
- Отворено првенство Србије у тенису /Serbia Open/
- Фајнал-фор Евролиге у кошарци (заједно са РТС 1 и РТС 2)
- Светско првенство у фудбалу 2010. (заједно са РТС 1 и РТС 2)
- Светско првенство у кошарци (заједно са РТС 1 и РТС 2)
- Трка око Француске (Тур де Франс) 2010. (прегледи, снимци и преноси) (заједно са РТС 2)
- Светска лига у одбојци (заједно са РТС 1 и РТС 2)
- Европска лига у одбојци за жене (заједно са РТС 2)
- Европско првенство у ватерполу (заједно са РТС 2)
- Светско првенство у кошарци 2010. (заједно са РТС 1 и РТС 2)

Музички преноси:
- Бечки новогодишњи концерт (заједно са РТС 2)
- Песма Евровизије (прво и друго полуфинале и финале) (заједно са РТС 1 и РТС Дигитал)

## Информативни програм
- Дневник
- Вести
- Јутарњи програм РТС-а
- Ово је Србија
- Шта радите, бре?
- Београдска хроника
- Око
- Око магазин
- Упитник
- Да, можда, не
- Знање, имање

## Остале емисије
- Србија на вези
- ТВ слагалица
- Потера
- Шареница
- Балканском улицом
- САТ
- Трезор
- С Тамаром у акцији
- Најлепше народне песме
- Без коментара
- Лов и риболов
- Плава птица
- Разгледница из Америке
- Ви и Мира Адања Полак

## Серијски програм

### Домаће серије које се тренутно приказују
- Љубав на сеоски начин
- Бела лађа
- Не дирај ми маму
- Бањица

### Стране серије које се приказују
- Реј Донован
- Ноћни менаџер